# Doryxena
Doryxena is een geslacht van kevers uit de familie bladkevers (Chrysomelidae).
De wetenschappelijke naam van het geslacht werd in 1861 gepubliceerd door Joseph Sugar Baly.

## Soorten
- Doryxena geniculata Baly, 1879
- Doryxena grossa (Hope, 1831)
- Doryxena minor Kimoto, 2004
- Doryxena siva Maulik, 1936